# Stemma dell'Esercito Italiano
Lo stemma dell'Esercito Italiano è stato concesso con decreto del presidente della Repubblica del 22 luglio 1991; in seguito, esso è stato modificato nel 2014.

## Blasonatura
La blasonatura ufficiale dello stemma è la seguente:

Stemma in vigore dal 1991 al 2014

mentre quella dello stemma concesso nel 1991 era:

### Onorificenze
Lo scudo del 1991 era ornato dagli emblemi rappresentativi delle onorificenze e delle ricompense al valore dati all'Esercito; annodati nella parte centrale non visibile della corona turrita, scendenti e svolazzanti in sbarra ed in banda, vi erano:
- un nastro blu bordato d'oro rappresentante una medaglia d'oro al valor militare;
- tre nastri a tre fasce, di ugual larghezza, di colori verde, bianco e rosso rappresentanti una medaglia d'oro al valor civile e due medaglie d'argento al valor civile;

Inoltre su un nastro accollato alla punta dello scudo, con l'insegna pendente al centro del nastro stesso e con i colori a tre fasce di ugual larghezza blu rosso e blu, vi era una croce di cavaliere dell'Ordine militare d'Italia
questi elementi non sono presenti sul bozzetto del nuovo stemma.

### Motto
Lo stemma del 1991 presentava una lista bifida di color oro, svolazzante, collocata al di sotto della punta dello scudo, incurvata con la concavità rivolta verso l'alto, in cui era presente il motto latino: «Salus Rei Publicae Suprema Lex Esto»; la lista ha cambiato forma nel nuovo stemma ed oltre alla frase precedente vi è stata inoltre inserita una granata (elemento centrale del precedente emblema). La frase è tratta dal De legibus (3,8) di Cicerone (ed è talvolta riportata come Salus populi…) è può venir tradotta come: la sicurezza della Repubblica sia legge suprema.

## Significato
Nella prima versione dello stemma il rosso del campo dello scudo indica «l'audacia, il coraggio ed il sacrificio cruento» espressi dall'Esercito Italiano in tutte le guerre da lui combattute; il trofeo indica l'insieme delle armi che compongono l'Esercito: «i fucili la Fanteria, le lance la Cavalleria, i cannoni l'Artiglieria, le asce il Genio, le saette le Trasmissioni», mentre le due sciabole ricordano la partecipazione alle battaglie risorgimentali; in ultimo la «granata d'oro, infiammata al naturale» è il simbolo che accomuna tutte le truppe terrestri. L'Esercito costituiva, insieme allo Stato Maggiore e alla Scuola di guerra, una delle poche eccezioni alla normativa che prevede la concessione di uno stemma solo agli enti dotati di bandiera di guerra; la bandiera è stata successivamente concessa con D.P.R. del 6 marzo 1996.
Nella nuova versione dello stemma, presentata il 25 settembre 2014, sono stati aggiunti il motto ciceroniano nonché l'elmo piumato e l'armatura dei romani, la lorica, al centro dell'emblema. Sono state eliminate le sciabole in quanto «simbolo della conflittualità risorgimentale e ormai decaduta con l'Austria, posizionando al centro dello scudetto l'armatura (lorica) e l'elmo a simboleggiare la centralità dell'uomo, i cui elementi distintivi sono: l'essere (ovvero la motivazione) il "saper essere" (combinazione di qualità morali ed etico-militari) e il "saper fare" (saper applicare nella pratica le capacità tecniche acquisite, ovvero la leadership)», mentre la granata posta prima al centro dello scudo è stata spostata nella lista riportante il motto. Alla presentazione, tenutasi presso la Biblioteca militare centrale a Palazzo Esercito e curata dal capo di stato maggiore dell'Esercito Italiano generale Claudio Graziano, era presente il ministro della Difesa Roberta Pinotti; inoltre il dottor Francesco Galetta dell'Ufficio Onorificenze ed Araldica della Presidenza del Consiglio dei ministri ha spiegato le motivazioni dei cambiamenti apportati allo stemma dell'Esercito.